# Teatro Mediterraneo (Napoli)
Il Teatro Mediterraneo, poi Teatro e Auditorium Mediterraneo, è un teatro napoletano. Inaugurato nel 1940, fa parte del maestoso complesso della Mostra d'Oltremare, nel quartiere Fuorigrotta di Napoli.

## Storia

### Anni quaranta
Sito nel maestoso complesso della Mostra d'Oltremare di Napoli, il teatro viene inaugurato il 9 maggio del 1940, in presenza del re Vittorio Emanuele III, dall'on. Vincenzo Tecchio, allora presidente della Mostra, in occasione della I Mostra Triennale delle Terre Italiane d'Oltremare.
Il teatro fu inaugurato artisticamente dalla compagnia dell'Accademia, diretta da Silvio D'Amico, con il dramma di Metastasio Attilio Regolo. La I Mostra Triennale delle Terre Italiane d'Oltremare terminò appena un mese dopo, a causa dell'inizio della Seconda guerra mondiale e dei susseguenti bombardamenti. Il teatro viene distrutto dai bombardamenti di Napoli del 1943.
Tale evento determinò la totale chiusura dell'area, che fu lasciata in totale stato di abbandono alla fine del conflitto, a causa di motivi economici e di tipo ideologico.

### Anni cinquanta e sessanta

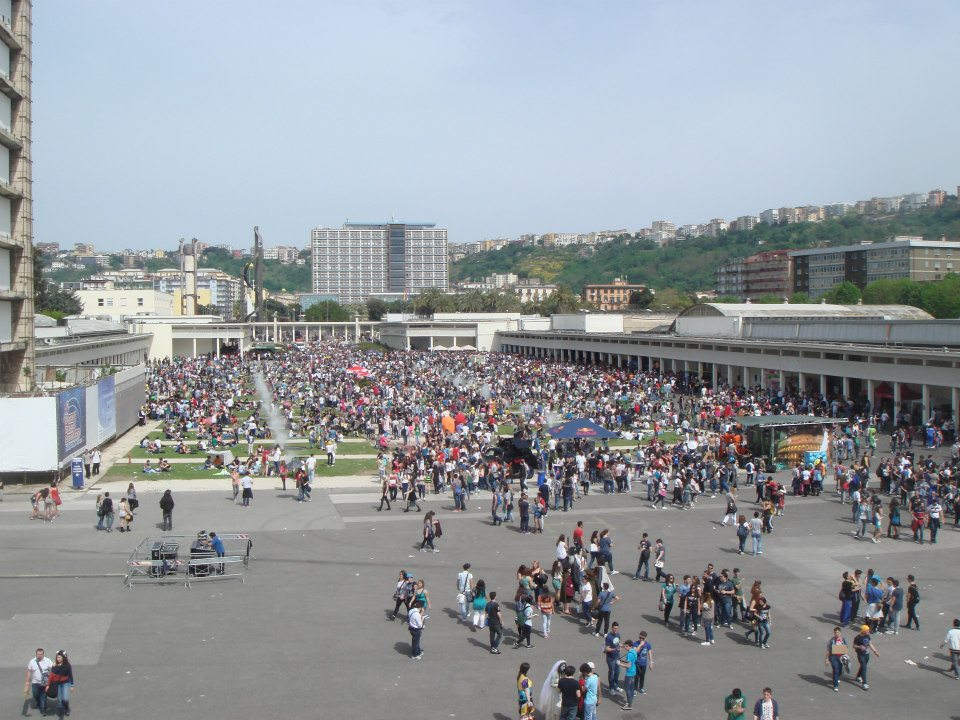
Piazzale Colombo visto dal Teatro Mediterraneo

Nel 1948 l'"ente Mostra Triennale delle Terre Italiane d'Oltremare" fu trasformato in "ente Mostra d'Oltremare e del Lavoro Italiano nel Mondo", iniziando la ricostruzione per la riapertura, avvenuta l'8 giugno 1952, quando si spalancarono le porte della I Mostra Triennale del Lavoro Italiano nel Mondo.

Il teatro funziona saltuariamente e per brevi stagioni. La sua destinazione prevede, in gran parte, manifestazioni varie oltreché teatrali. Più frequenti le rappresentazioni in prosa, spettacoli di varietà e audizioni di Piedigrotta.

#### Festival della Canzone napoletana
Pochi mesi dopo l'inaugurazione, ospita, dal 28 al 30 settembre 1952, la prima edizione del Festival di Napoli, importante manifestazione canora dedicata alla canzone napoletana.
Il teatro ospiterà le edizioni del 1955, 1956, 1957, 1958, 1959, 1960, 1961, 1962, 1963. Avrebbe ospitato anche l'edizionde del 1971, ma, dopo un provvedimento emesso dalla Procura della Repubblica, il Questore decise il divieto dello spettacolo al teatro Mediterraneo. Oltre al Festival di Napoli, nel decennio il teatro ospiterà altre manifestazioni musicali napoletane, come il Giugno della Canzone Napoletana nel 1961, il Gran Festival di Piedigrotta nel 1962, la Piedigrotta: Le nuove Canzoni di Napoli nel 1973.

### Anni settanta e ottanta
La Mostra d'Oltremare fu di nuovo chiusa, se non per alcuni spazi ed alcuni periodi. Ciò dette avvio ad un lungo ed inesorabile processo di spoliazione e decadimento, caratterizzato dall'uso parziale e improprio di molte strutture, dall'incuria delle zone a verde e, in particolare, dai danni provocati dall'occupazione dei suoli su cui vennero arbitrariamente insediati gli sfollati del Terremoto dell'Irpinia del 1980 senza alcun rispetto per l'opera, all'insegna di una diffusa condizione di degrado, che raggiunse l'apice all'inizio degli anni novanta.

### Dagli anni novanta ad oggi

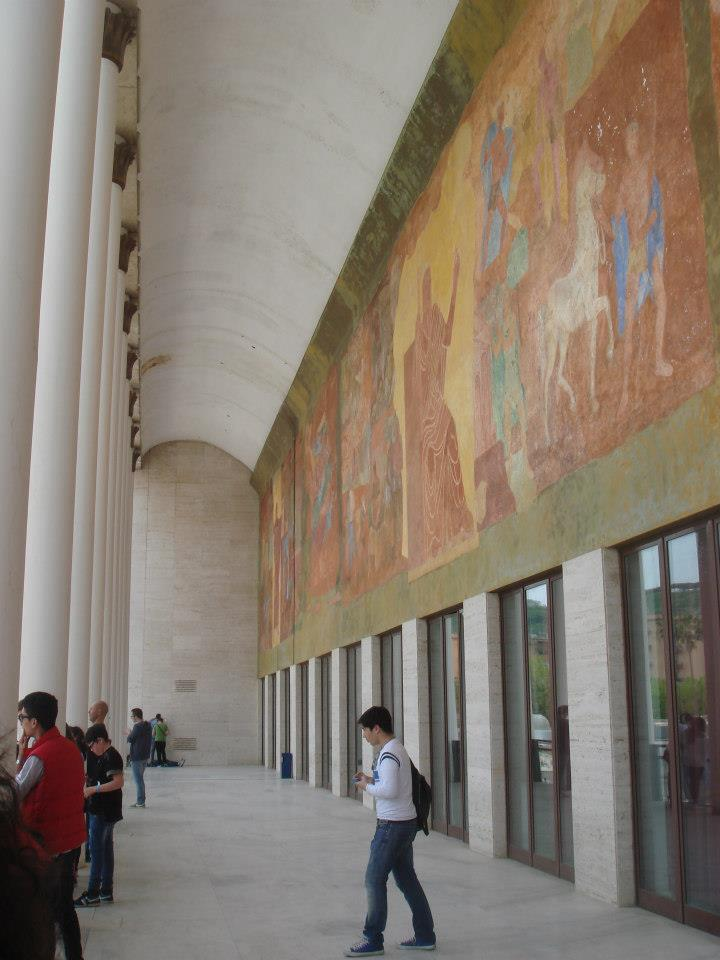
Il colonnato e l'affresco visti dal lungo balcone

Dopo anni di inattività e restauro, nel 1997 il Teatro recupera la sua funzione per le attività congressuali.
Dal gennaio 1999, il prezioso complesso fieristico, parte integrante del patrimonio storico-artistico della città, poté assurgere a nuova vita.
L'Ente nel 2001 diviene '"Mostra d'Oltremare Spa", nuova società di gestione, partecipata da Comune di Napoli, Regione Campania, Provincia di Napoli e Camera di commercio di Napoli, e ha dato inizio ad un sensibile programma di riqualificazione e valorizzazione, congiunto a un progetto di sviluppo economico-aziendale.
Il Teatro è parte integrante del progetto di riqualificazione.
Dall'anno 2010 la Mostra d'Oltremare è sede della fiera annuale dedicata al fumetto e all'animazione Napoli Comicon. Per l'occasione il teatro viene utilizzato per la proiezione di filmati e congressi a tema.

## Struttura
Il teatro è progettato nel 1939 dal gruppo Barilla-Gentile-Mellia-Sambito, vincitore del concorso nazionale per la progettazione di alcuni edifici della Mostra d'Oltremare, tra questi anche il Palazzo dell'Arte. Il teatro è caratterizzato da una facciata in travertino con loggiato neoclassico di quattordici colonne, in stucco bianco e capitello in stucco dorato, ed un imponente affresco di Chiancone e Barillà. Il complesso edilizio, formato dal Palazzo dell'Arte e dal corpo di fabbrica del Teatro Mediterraneo, presenta una planimetria a T. L'interno fu progettato da Luigi Piccinato due volte; nel 1940 e nel 1952, in occasione della riprogettazione dovuta alla distruzione del 1943. Il teatro si affaccia sul piazzale Colombo (piazzale dell'Impero) e sullo scenografico ingresso della Mostra sul piazzale Vincenzo Tecchio. Il portico sottostante al colonnato si apre su una elegante sala di 800m², pavimentata di serpentino verde, con funzione di centro di smistamento, dalla quale partono due rampe di scale che permettono l'accesso ai piani superiori che danno sulla sala del Teatro e nel salone dei congressi, di 600 posti a sedere, per uno spazio di 13x30 m, alto 10 m. La sala del teatro ospita 820 posti a sedere (in origine 1200). Presenta un palcoscenico da 105 m², sul quale vi è un palcoscenico girevole circolare di 13,50m di diametro, ed uno schermo di 12 x 6,5 metri.